# Pino del Oro
Pino del Oro est une municipalité espagnole de la communauté autonome de Castille-et-León et de la province de Zamora. En 2015, elle compte 231 habitants.

## Démographie
La population de Pino del Oro est en baisse depuis 1996 (256 habitants) pour atteindre 178 habitants en 2023. Pino del Oro connait un regain de population entre 2014 et 2015, passant de 191 habitants à 231. 90 sont des femmes et 88 sont des femmes.